# Cirrhitichthys
Cirrhitichthys is een geslacht van straalvinnige vissen uit de familie van koraalklimmers (Cirrhitidae). Het geslacht is voor het eerst wetenschappelijk beschreven in 1856 door Pieter Bleeker.

## Soorten
- Cirrhitichthys aprinus (Cuvier, 1829)
- Cirrhitichthys aureus (Temminck & Schlegel, 1842)
- Cirrhitichthys bleekeri Day, 1874
- Cirrhitichthys calliurus Regan, 1905
- Cirrhitichthys falco Randall, 1963
- Cirrhitichthys guichenoti (Sauvage, 1880)
- Cirrhitichthys oxycephalus (Bleeker, 1855)
- Cirrhitichthys randalli Kotthaus, 1976